# Микулова, Александра Алексеевна
Алекса́ндра Алексе́евна Микулова (1926, с. Советское, Барнаульский округ, Сибирский край, СССР — ?) — звеньевая колхоза имени Ленина Грязнухинского района Алтайского края, Герой Социалистического Труда (1949).

## Биография
Родилась в 1926 году в селе Советское, Барнаульский округ, Сибирский край (ныне Советского района Алтайского края).
В 1942 году, окончив 6 классов, трудоустроилась в колхоз имени Ленина (позднее в 1950 году вошёл в состав колхоза «Путь к коммунизму») Грязнухинского района. Заготавливала корм для животных, выращивала хлеб, свеклу, табак, стала главой звена по выращиванию злаковых культур. В 1948 году звено собрало рекордный для района урожай пшеницы 29,3 центнера с гектара и ржи 30 центнеров с гектара на участке в 12 гектаров.
Указом Президиума Верховного Совета СССР от 20 мая 1949 года «за получение высоких урожаев пшеницы и ржи в 1948 году» удостоена звания Героя Социалистического Труда с вручением ордена Ленина и золотой медали «Серп и Молот».
В 1950—1953 годах училась в краевой сельскохозяйственной школе по подготовке руководящих кадров по специальности «агроном-полевод». С 1960 года до ухода на заслуженный отдых в 1982 году работала в сфере обслуживания.
Награждена орденом Ленина (20.5.1949) и медалями.